# Baphia marceliana
Baphia marceliana är en ärtväxtart som beskrevs av De Wild. Baphia marceliana ingår i släktet Baphia och familjen ärtväxter.

## Underarter
Arten delas in i följande underarter:
- B. m. marceliana
- B. m. marquesii